# Championnat des Amériques masculin de basket-ball des moins de 18 ans 2018
Navigation
Chili 2016 Mexique 2022
Le championnat des Amériques masculin de basket-ball des moins de 18 ans 2018 se déroule à Saint Catharines au Canada du 10 au 16 juin 2018. Il s'agit de la onzième édition de la compétition, instaurée en 1990.

## Équipes participantes

### Qualifications
8 équipes, issues des différentes zones de qualification du Championnat des Amériques U18, sont qualifiées pour cette compétition.
| Mode de qualification                                                                  | Places | Nations qualifiées                       |
| -------------------------------------------------------------------------------------- | ------ | ---------------------------------------- |
| Hôte du championnat des Amériques U18 2018                                             | 1      | Canada                                   |
| Qualifications Championnat des Amériques U18 2018 (Zone Amérique du Nord)              | 1      | États-Unis                               |
| Qualifications Championnat des Amériques U18 2018 (Zone Amérique centrale et Caraïbes) | 3      | Panama Porto Rico République dominicaine |
| Qualifications Championnat des Amériques U18 2018 (Zone Amérique du Sud)               | 3      | Argentine Chili Équateur                 |

## Rencontres

### Premier tour

#### Groupe A
| Rang | Équipe                 | Pts | J | G | P | Pp  | Pc  | Diff |  | Résultats (dom.\ext.)  |   |        |        |        |
| ---- | ---------------------- | --- | - | - | - | --- | --- | ---- |  | ---------------------- | - | ------ | ------ | ------ |
| 1    | États-Unis             | 6   | 3 | 3 | 0 | 338 | 170 | 168  |  | États-Unis             |   | 115-71 | 118-26 | 105-73 |
| 2    | Porto Rico             | 5   | 3 | 2 | 1 | 263 | 260 | 3    |  | Porto Rico             | - |        | 108-94 | 84-51  |
| 3    | République dominicaine | 4   | 3 | 1 | 2 | 257 | 267 | -10  |  | République dominicaine | - | -      |        | 90-54  |
| 4    | Panama                 | 3   | 3 | 0 | 3 | 131 | 292 | -161 |  | Panama                 | - | -      | -      |        |

#### Groupe B
| Rang | Équipe    | Pts | J | G | P | Pp  | Pc  | Diff |  | Résultats (dom.\ext.) |   |       |       |        |
| ---- | --------- | --- | - | - | - | --- | --- | ---- |  | --------------------- | - | ----- | ----- | ------ |
| 1    | Canada    | 6   | 3 | 3 | 0 | 304 | 210 | 94   |  | Canada                |   | 92-75 | 97-60 | 115-75 |
| 2    | Argentine | 5   | 3 | 2 | 1 | 233 | 219 | 14   |  | Argentine             | - |       | 76-66 | 82-61  |
| 3    | Chili     | 4   | 3 | 1 | 2 | 200 | 235 | -35  |  | Chili                 | - | -     |       | 74-62  |
| 4    | Équateur  | 3   | 3 | 0 | 3 | 198 | 271 | -73  |  | Équateur              | - | -     | -     |        |

### Tableau final
|  | Quarts de finale | Quarts de finale       | Quarts de finale | Quarts de finale |            |            | Demi-finales | Demi-finales | Demi-finales                  | Demi-finales                  |                               |                               | Finale       | Finale       | Finale       | Finale       |
|  |                  |                        |                  |                  |            |            |              |              |                               |                               |                               |                               |              |              |              |              |
|  | 14 juin 2018     | 14 juin 2018           | 14 juin 2018     | 14 juin 2018     |            |            | 15 juin 2018 | 15 juin 2018 | 15 juin 2018                  | 15 juin 2018                  |                               |                               | 16 juin 2018 | 16 juin 2018 | 16 juin 2018 | 16 juin 2018 |
|  | 14 juin 2018     | 14 juin 2018           | 14 juin 2018     | 14 juin 2018     |            |            | 15 juin 2018 | 15 juin 2018 | 15 juin 2018                  | 15 juin 2018                  |                               |                               | 16 juin 2018 | 16 juin 2018 | 16 juin 2018 | 16 juin 2018 |
|  | A1               | États-Unis             | 132              | 132              |            |            | 15 juin 2018 | 15 juin 2018 | 15 juin 2018                  | 15 juin 2018                  |                               |                               | 16 juin 2018 | 16 juin 2018 | 16 juin 2018 | 16 juin 2018 |
|  | A1               | États-Unis             | 132              | 132              |            |            | 15 juin 2018 | 15 juin 2018 | 15 juin 2018                  | 15 juin 2018                  |                               |                               | 16 juin 2018 | 16 juin 2018 | 16 juin 2018 | 16 juin 2018 |
|  | B4               | Équateur               | 55               | 55               |            |            | 15 juin 2018 | 15 juin 2018 | 15 juin 2018                  | 15 juin 2018                  |                               |                               | 16 juin 2018 | 16 juin 2018 | 16 juin 2018 | 16 juin 2018 |
|  | B4               | Équateur               | 55               | 55               | États-Unis | États-Unis | 104          | 104          |                               |                               |                               |                               | 16 juin 2018 | 16 juin 2018 | 16 juin 2018 | 16 juin 2018 |
|  | 14 juin 2018     |                        |                  |                  | États-Unis | États-Unis | 104          | 104          |                               |                               |                               |                               | 16 juin 2018 | 16 juin 2018 | 16 juin 2018 | 16 juin 2018 |
|  |                  |                        | Argentine        | Argentine        | 92         | 92         |              |              |                               |                               |                               |                               | 16 juin 2018 | 16 juin 2018 | 16 juin 2018 | 16 juin 2018 |
|  | B2               | Argentine              | Argentine        | Argentine        | 92         | 92         | 87           | 87           |                               |                               |                               |                               | 16 juin 2018 | 16 juin 2018 | 16 juin 2018 | 16 juin 2018 |
|  | B2               | Argentine              | 15 juin 2018     |                  |            |            | 87           | 87           |                               |                               |                               |                               | 16 juin 2018 | 16 juin 2018 | 16 juin 2018 | 16 juin 2018 |
|  | A3               | République dominicaine | 70               | 70               |            |            |              |              |                               |                               |                               |                               | 16 juin 2018 | 16 juin 2018 | 16 juin 2018 | 16 juin 2018 |
|  | A3               | République dominicaine | 70               | 70               | États-Unis | États-Unis | 113          | 113          |                               |                               |                               |                               |              |              |              |              |
|  | 14 juin 2018     |                        |                  |                  | États-Unis | États-Unis | 113          | 113          |                               |                               |                               |                               |              |              |              |              |
|  |                  |                        | Canada           | Canada           | 74         | 74         |              |              |                               |                               |                               |                               |              |              |              |              |
|  | A2               | Porto Rico             | Canada           | Canada           | 74         | 74         | 68           | 68           |                               |                               |                               |                               |              |              |              |              |
|  | A2               | Porto Rico             |                  |                  |            |            |              |              |                               |                               |                               |                               |              |              |              |              |
|  | B3               | Chili                  | 65               | 65               |            |            |              |              |                               |                               |                               |                               |              |              |              |              |
|  | B3               | Chili                  | 65               | 65               | Porto Rico | Porto Rico | 89           | 89           | Match pour la troisième place | Match pour la troisième place | Match pour la troisième place | Match pour la troisième place |              |              |              |              |
|  | 14 juin 2018     |                        |                  |                  | Porto Rico | Porto Rico | 89           | 89           | Match pour la troisième place | Match pour la troisième place | Match pour la troisième place | Match pour la troisième place |              |              |              |              |
|  |                  |                        | Canada           | Canada           | 95         | 95         |              |              | 16 juin 2018                  | 16 juin 2018                  | 16 juin 2018                  | 16 juin 2018                  |              |              |              |              |
|  | B1               | Canada                 | Canada           | Canada           | 95         | 95         | 105          | 105          | 16 juin 2018                  | 16 juin 2018                  | 16 juin 2018                  | 16 juin 2018                  |              |              |              |              |
|  | B1               | Canada                 |                  |                  |            |            |              | 105          |                               |                               | Argentine                     | Argentine                     | 87           | 87           |              |              |
|  | A4               | Panama                 | 39               | 39               |            |            |              |              |                               |                               | Argentine                     | Argentine                     | 87           | 87           |              |              |
|  | A4               | Panama                 | 39               | 39               | Porto Rico | Porto Rico | 79           | 79           |                               |                               |                               |                               |              |              |              |              |
|  |                  |                        |                  |                  |            |            |              |              |                               |                               |                               |                               |              |              |              |              |

### Matches de classement

#### Matches pour la5eplace
|  | Tour de classement 5e - 8e | Tour de classement 5e - 8e | Tour de classement 5e - 8e | Tour de classement 5e - 8e |                        |                        | Match pour la 5e place | Match pour la 5e place | Match pour la 5e place | Match pour la 5e place |
|  |                            |                            |                            |                            |                        |                        |                        |                        |                        |                        |
|  | 15 juin 2018               | 15 juin 2018               | 15 juin 2018               | 15 juin 2018               |                        |                        | 16 juin 2018           | 16 juin 2018           | 16 juin 2018           | 16 juin 2018           |
|  | Équateur                   | Équateur                   | 70                         | 70                         |                        |                        | 16 juin 2018           | 16 juin 2018           | 16 juin 2018           | 16 juin 2018           |
|  | Équateur                   | Équateur                   | 70                         | 70                         |                        |                        | 16 juin 2018           | 16 juin 2018           | 16 juin 2018           | 16 juin 2018           |
|  | République dominicaine     | République dominicaine     | 102                        | 102                        |                        |                        | 16 juin 2018           | 16 juin 2018           | 16 juin 2018           | 16 juin 2018           |
|  | République dominicaine     | République dominicaine     | 102                        | 102                        | République dominicaine | République dominicaine | 63                     | 63                     |                        |                        |
|  | 15 juin 2018               |                            |                            |                            | République dominicaine | République dominicaine | 63                     | 63                     |                        |                        |
|  |                            |                            | Chili                      | Chili                      | 69                     | 69                     |                        |                        |                        |                        |
|  | Chili                      | Chili                      | Chili                      | Chili                      | 69                     | 69                     | 67                     | 67                     |                        |                        |
|  | Chili                      | Chili                      |                            |                            |                        |                        |                        | 67                     |                        |                        |
|  | Panama                     | Panama                     | 61                         | 61                         |                        |                        |                        |                        |                        |                        |
|  | Panama                     | Panama                     | 61                         | 61                         | Match pour la 7e place |                        |                        |                        |                        |                        |
|  |                            |                            |                            |                            |                        |                        |                        |                        |                        |                        |
|  | 16 juin 2018               |                            |                            |                            |                        |                        |                        |                        |                        |                        |
|  | Équateur                   | Équateur                   | 51                         | 51                         |                        |                        |                        |                        |                        |                        |
|  | Équateur                   | Équateur                   | 51                         | 51                         |                        |                        |                        |                        |                        |                        |
|  | Panama                     | Panama                     | 66                         | 66                         |                        |                        |                        |                        |                        |                        |
|  | Panama                     | Panama                     | 66                         | 66                         |                        |                        |                        |                        |                        |                        |

## Classement final
| Place                        | Équipe                 | Vict.-Déf. |
| ---------------------------- | ---------------------- | ---------- |
| Médaille d'or, Amérique      | États-Unis             | 6 - 0      |
| Médaille d'argent, Amérique  | Canada                 | 5 - 1      |
| Médaille de bronze, Amérique | Argentine              | 4 - 2      |
| 4                            | Porto Rico             | 3 - 3      |
| 5                            | Chili                  | 3 - 3      |
| 6                            | République dominicaine | 2 - 4      |
| 7                            | Panama                 | 1 - 5      |
| 8                            | Équateur               | 0 - 6      |

- Qualification pour la Coupe du Monde U19 2019

## Leaders statistiques

### Points
| Place | Nom               | Équipe                 | PPM  |
| ----- | ----------------- | ---------------------- | ---- |
| 1     | Marco Giordano    | Argentine              | 18,5 |
| 2     | Alanzo Frink      | République dominicaine | 18,2 |
| 3     | Lester Quiñones   | République dominicaine | 17,5 |
| 4     | Emanuel Miller    | Canada                 | 17,3 |
| 5     | Francisco Cáffaro | Argentine              | 16,7 |

### Rebonds
| Place | Nom                    | Équipe                 | RPM  |
| ----- | ---------------------- | ---------------------- | ---- |
| 1     | Max Lorca-Lloyd        | Chili                  | 11,3 |
| 2     | Francisco Cáffaro      | Argentine              | 8,8  |
| 3     | Alanzo Frink           | République dominicaine | 8,7  |
| 4     | Jeremiah Robinson-Earl | États-Unis             | 8,5  |
| 5     | Tyrese Samuel          | Canada                 | 8,0  |

### Passes décisives
| Place | Nom                 | Équipe     | PDPM |
| ----- | ------------------- | ---------- | ---- |
| 1     | Andrew Nembhard     | Canada     | 8,8  |
| 2     | Nacho Varela        | Chili      | 6,5  |
| 3     | Jonathan Andrade    | États-Unis | 5,4  |
| 4     | Giovanni Santiago   | Porto Rico | 5,3  |
| 4     | Francisco Farabello | Argentine  | 5,3  |

### Contres
| Place | Nom                  | Équipe     | CPM |
| ----- | -------------------- | ---------- | --- |
| 1     | George Conditt IV    | Porto Rico | 3,3 |
| 2     | Max Lorca-Lloyd      | Chili      | 2,8 |
| 3     | Aarón Capurro        | Équateur   | 1,5 |
| 3     | Matthew Hurt         | États-Unis | 1,5 |
| 5     | Trayce Jackson-Davis | États-Unis | 1,2 |
| 5     | Kenning Rivera       | Équateur   | 1,2 |

### Interceptions
| Place | Nom                 | Équipe                 | IPM |
| ----- | ------------------- | ---------------------- | --- |
| 1     | Andrew Nembhard     | Canada                 | 2,7 |
| 2     | Jonathan Andrade    | Panama                 | 2,2 |
| 2     | John Gunn           | Panama                 | 2,2 |
| 2     | Michael Moncayo     | Équateur               | 2,2 |
| 5     | Rafael Rubel        | République dominicaine | 1,8 |
| 5     | Francisco Farabello | Argentine              | 1,8 |
| 5     | Tyrese Maxey        | États-Unis             | 1,8 |

### Évaluation
| Place | Nom                    | Équipe                 | EPM  |
| ----- | ---------------------- | ---------------------- | ---- |
| 1     | Matthew Hurt           | États-Unis             | 20,3 |
| 2     | Jeremiah Robinson-Earl | États-Unis             | 19,7 |
| 3     | Andrew Nembhard        | Canada                 | 19,3 |
| 4     | Alanzo Frink           | République dominicaine | 18,5 |
| 5     | George Conditt IV      | Porto Rico             | 18,3 |

## Récompenses
MVP de la compétition (meilleur joueur) Quentin Grimes
Meilleur cinq de la compétition
- Andrew Nembhard
- Cole Anthony
- Coby White
- Quentin Grimes
- Francisco Cáffaro